# Salvador Cardona
Cardona  Balbastre est un nom espagnol. Le premier nom de famille, en général paternel, est Cardona ; le second, en général maternel, souvent omis, est Balbastre.
Salvador Cardona, né le 12 janvier 1901 à Alfauir et mort le 15 janvier 1985 à Pau, est un coureur cycliste espagnol, naturalisé français en février 1954 après sa carrière. Professionnel de 1928 à 1938, il a été le premier vainqueur d'étape espagnol du Tour de France en 1929. Il a ensuite remporté le Tour de Catalogne en 1931, le championnat d'Espagne sur route en 1935 et une étape des deux premières éditions du Tour d'Espagne, en 1935 et 1936.

## Palmarès
- 1927
  - 3e étape du Tour du Sud-Est
- 1929
  - 2e étape du Circuit du Béarn
  - 9e étape du Tour de France
  - Tour du Levant :
    - Classement général
    - 1re, 2e et 4e étapes

  - 2e du Circuit de la Chalosse
  - 3e du Circuit du Béarn
  - 4e du Tour de France
- 1930
  - Bordeaux-Marseille
- 1931
  - Bordeaux-Marseille
  - Circuit de la Chalosse
  - Tour de Catalogne :
    - Classement général
    - 1re, 3e et 6e étapes

  - 2e du Grand Prix de Biscaye
- 1932
  - 6e étape du Tour de Catalogne
  - 5e et 7e étapes du Tour du Levant
  - 2e du Circuit du Marensin
  - 3e du Circuit du Béarn
  - 3e du championnat d'Espagne sur route
  - 3e du Grand Prix de Biscaye
  - 10e du Tour de Catalogne
- 1933
  - Prueba Villafranca de Ordizia
  - Tour de Galice :
    - Classement général
    - 2e étape

  - 1re, 6e et 8e étapes du Tour du Levant
  - 2e du GP Republica
  - 2e du Circuit du Béarn
  - 3e du Tour de Pontevedra
- 1934
  - 2e du Tour de Castille
  - 3e du championnat d'Espagne sur route
- 1935
  -  Champion d'Espagne sur route
  - Circuit des cols pyrénéens
  - GP Republica :
    - Classement général
    - 1re étape

  - 9e étape du Tour d'Espagne
  - 6e et 7e étapes du Tour de Catalogne
  - Tour de Majorque
- 1936
  - 9e étape du Tour d'Espagne
- 1937
  - 3e du Circuit du Marensin
- 1938
  - 2e du Circuit du Marensin

## Résultats sur les grands tours

### Tour de France
5 participations
- 1928 : 15e
- 1929 : 4e, vainqueur de la 9e étape
- 1930 : 16e
- 1931 : non-partant (6e étape)
- 1935 : 22e

### Tour d'Espagne
2 participations
- 1935 : 11e, vainqueur de la 9e étape
- 1936 : 18e, vainqueur de la 9e étape